# Teruelius rossii
Espèce
Synonymes
- Grosphus rossii Lourenço, 2013

Teruelius rossii est une espèce de scorpions de la famille des Buthidae.

## Distribution
Cette espèce est endémique de la région de Vakinankaratra à Madagascar. Elle se rencontre vers Manandona.

## Description
Le mâle holotype mesure 43,6 mm.

## Systématique et taxinomie
Cette espèce a été décrite sous le protonyme Grosphus rossii par Lourenço en 2013. Elle est placée en synonymie avec Teruelius mahafaliensis par Lowe et Kovařík en 2019, elle est relevée de synonymie dans le genre Grosphus par Lourenço, Rossi, Wilmé, Raherilalao, Soarimalala et Waeber en 2020 puis placée dans le genre Teruelius par Lowe et Kovařík en 2022.

## Étymologie
Cette espèce est nommée en l'honneur d'Andrea Rossi.

## Publication originale
- Lourenço, 2013 : « A new species of Grosphus Simon, 1880 (Scorpiones, Buthidae) from Central Madagascar. » Entomologische Mitteilungen aus dem Zoologischen Museum Hamburg, vol. 16, no 189, p. 57-62 (texte intégral).